# Qualcosa di mio/È amore quando
Qualcosa di mio/È amore quando è un singolo di Milva, pubblicato dalla Ricordi nel novembre del 1969.

## Qualcosa di mio
Qualcosa di mio, è un brano scritto da Pietro Garinei e Sandro Giovannini su musica del maestro Bruno Canfora, tratto dal musical Angeli in bandiera, che vedeva protagonista la stessa Milva con Gino Bramieri, Toni Ucci, Giusi Raspani Dandolo e Solvejg D'Assunta.
Il brano fu incluso nell'album Angeli in bandiera, colonna sonora integrale del musical.

## È amore quando
È amore quando è la canzone pubblicata sul lato B del singolo, scritta dagli stessi autori, anch'essa contenuta nel musical e nell'album.

## Edizioni
Il singolo fu distribuito anche in Svizzera e Giappone.

## Tracce
1. Qualcosa di mio (testo: Pietro Garinei e Sandro Giovannini – musica: Bruno Canfora)
2. È amore quando (testo: Pietro Garinei e Sandro Giovannini – musica: Bruno Canfora)